# Võ Nguyên Hiến
Võ Nguyên Hiến (1890-1975) là một nhà cách mạng Việt Nam. Ông là một trong 12 ủy viên Ban Chấp hành Trung ương Đảng Cộng sản Đông Dương đầu tiên được bầu tại Đại hội đại biểu Đảng lần thứ nhất diễn ra tại Ma Cao vào tháng 3 năm 1935, từng giữ chức Bí thư Xứ ủy Trung Kỳ.

## Thân thế
Ông còn có tên khác là Võ Thiện Kế, Võ Khắc Đạo, Võ Hiến, Chắt Kế, sinh ngày 15 tháng 10 năm 1890,. Ông là con trai trưởng của Võ Khang Tế, một nghĩa sĩ tham gia phong trào Cần Vương, từng được Nguyễn Xuân Ôn phong làm Tương tán quân vụ, chỉ huy cánh quân tổng Thái Xá từ Vĩnh Tuy đến Hòa Lạc, xã Diễn Bình.
Theo gia phả dòng họ Võ làng Hậu Luật, Diễn Bình (Diễn Châu, Nghệ An), nguyên tổ ông là người làng Mộ Trạch (Hải Dương), di cư vào lập nghiệp tại làng Hậu Luật; đến đời thân phụ ông là hậu duệ đời thứ 15 của dòng họ Võ vùng này. Sau khi phong trào Cần Vương thất bại, thân phụ ông đã bắt mối liên lạc với ông Vương Thúc Oánh và Đặng Thúc Hứa (lúc này đang hoạt động ở Thái Lan) để đưa những thanh niên yêu nước ra nước ngoài hoạt động.

## Hoạt động cách mạng
Thời niên thiếu, dưới sự giáo dục của thân phụ, ông thụ đắc được văn hóa Hán học cơ bản. Ông nổi tiếng trong làng về khả năng thư pháp. Nhiều bức bức hoành phi, câu đối, thơ phú của ông vẫn được gìn giữ cho đến hôm nay. Ngoài ra, ông còn được biết tiếng là một thợ thủ công tài hoa, từng tham gia xây dựng và tôn tạo nhiều đình, đền, chùa thờ tự; cùng nhiều cải tiến cho các dụng cụ lao động như các loại xe thồ, xe đẩy cho các nông dân trong vùng.
Bên cạnh đó, do ảnh hưởng của thân phụ, ông từng được gặp gỡ nhiều chí sĩ yêu nước nổi tiếng như Phan Bội Châu, Nguyễn Sinh Sắc, sớm chọn lựa con đường hoạt động giải phóng dân tộc. Từ năm 1926, ông cùng một số thanh niên xuất dương sang Hongkong tham dự các lớp huấn luyện của Việt Nam Thanh niên Cách mạng đồng chí Hội. Năm 1928, ông về nước và đứng ra thành lập tổ chức Thanh niên cách mạng đồng chí Hội ở Diễn Bình. Từ Hậu Luật, tổ chức Thanh niên đã phát triển sang các vùng khác như Đệ Nhất (Diễn Nguyên), Nho Lâm (Diễn Thọ). Đầu năm 1929, nhóm Thanh niên cách mạng đồng chí Hội ở Diễn Bình xuất bản tờ báo "Vầng hồng".
Sau khi Đảng Cộng sản Việt Nam được thành lập, nhóm Thanh niên cách mạng đồng chí Hội ở Diễn Bình đã tự nguyện gia nhập Đảng Cộng sản Việt Nam. Ông được Trung ương Đảng chỉ định vào Cấp ủy Lâm thời của Tỉnh ủy Nghệ An. Ông đã thành lập 2 Chi bộ Đảng là Chi bộ Hậu Luật và Chi bộ Đệ Nhất. Đây là 2 chi bộ Đảng đầu tiên của huyện Diễn Châu được thành lập trong thời kỳ hậu Xô Viết Nghệ Tĩnh.
Tháng 10 năm 1934, ông được Trung ương Đảng chỉ định cùng Ngô Tuân triệu tập Đại hội đại biểu Đảng bộ tỉnh Nghệ An để họp bàn kế hoạch củng cố tổ chức, ổn định tình hình. Đại hội bầu ra Ban chấp hành Tỉnh ủy mới và ông được bầu làm Bí thư Tỉnh ủy. Trên cương vị này, ông tích cực tổ chức và thành lập ra tất cả các chi bộ, sau đó cử cán bộ của Diễn Bình đi ra các huyện khác để làm cán bộ tăng cường. Nhờ đó, hoạt động của Đảng bộ tỉnh Nghệ An bắt đầu hồi phục trở lại.
Ngày 10 tháng 2 năm 1935, ông cùng Ngô Tuân và hai đại biểu dự khuyết được Xứ ủy Trung Kỳ cử đi dự Đại hội Đại biểu của Đảng Cộng sản Đông Dương họp ở Ma Cao (Trung Quốc). Tháng 3 năm 1935, ông sang Ma Cao dự Đại hội lần thứ nhất Đảng Cộng sản Đông Dương tại Ma Cao. Tại Đại hội này, ông đã được bầu làm Ủy viên Ban Chấp hành Trung ương và được phân công phụ trách Xứ ủy Trung Kỳ. Sau khi Đại hội kết thúc, ông từ Ma Cao đi Long Châu về Cao Bằng, sau đó tìm đường về Nghệ An.
Tuy nhiên, thông tin về Đại hội đại biểu Đảng Cộng sản Đông Dương đã bị chính quyền thực dân Pháp nắm được khá chi tiết thông qua nội gián. Từ tháng 4 đến tháng 9 năm 1935, 8 Ủy viên Trung ương lần lượt bị chính quyền thực dân Pháp bắt giữ. Riêng về Võ Nguyên Hiến, ông bị bắt vào tháng 7 năm 1935, nhưng được trả tự do vào tháng 9 vì không đủ bằng chứng. Ông sớm bị bắt lại ngày 1 tháng 11 năm 1935, tiếp tục được trả tự do tại Vinh (Nghệ An) ngày 7 tháng 5 năm 1936 sau 6 tháng bị giam giữ. Tuy nhiên đến ngày 3 tháng 11 năm 1936, ông lại bị bắt lần thứ ba cùng nhiều đồng chí khác. Lần này, ông đứng ra nhận toàn bộ tội về mình để bảo vệ đồng chí và các cơ sở cách mạng. Ông bị tòa án chính quyền thực dân Pháp kết án tù chung thân khổ sai và bị đưa đi đày ở Nhà đày Buôn Ma Thuột.
Cuối năm 1944, ông cùng với một số tù chính trị ở nhà đày Buôn Ma Thuột vượt ngục thành công. Ông tìm cách trở về quê tiếp tục hoạt động. Trong Cách mạng tháng 8, ông tham gia lãnh đạo nhân dân địa phương giành chính quyền thắng lợi.
Sau khi nước Việt Nam Dân chủ Cộng hòa tuyên bố độc lập và bước vào cuộc Kháng chiến chống Pháp, ông lần lượt giữ các chức vụ như: Chủ tịch Ủy ban kháng chiến hành chính tỉnh Nghệ An, Chủ tịch An toàn Liên khu IV, Chánh Thanh tra Nhà nước đầu tiên của tỉnh Nghệ An.

## Vinh danh
Ông đã được Nhà nước Việt Nam phong tặng nhiều Huân, Huy chương và danh hiệu cao quý như: 
- Huân chương Sao Vàng[4]
- Huân chương Hồ Chí Minh
- Huân chương Độc lập hạng Nhất
- Huân chương Kháng chiến hạng Nhất[3]

Tên ông đã được đặt cho hai đường phố tại trung tâm thành phố Vinh và thị xã Thái Hòa tỉnh Nghệ An.